# Hryhir Tioutiounnyk
Hryhir Mykhaïlovytch Tioutiounnyk (né le 5 décembre 1931 à Chylivka (uk) en République socialiste soviétique d'Ukraine et mort le 6 mars 1980 à Kiev) est un écrivain, romancier, traducteur et enseignant ukrainien. Considéré comme un représentant des soixantards, il est lauréat du prix Lessia-Oukraïnka en 1980, puis du prix national Taras-Chevtchenko en 1989 à titre posthume.
En 1961, il rédige en russe sa première œuvre, Au crépuscule, avant de se tourner vers l'ukrainien pour les œuvres suivantes. Il devient membre de l'Union des écrivains d'Ukraine en 1966. En raison de la censure, les œuvres de Tioutiounnyk ont été publiées laborieusement en Ukraine; certaines ne l'ont pas été de son vivant.
Ses œuvres se distinguaient par une représentation colorée de la vie rurale moderne, une connaissance rare de la langue et de la psychologie des gens et un humour juteux. Il est aussi traducteur d'œuvres de Vassili Choukchine et de Rudolf Erich Raspe, entre autres.
Dans la nuit du 5 au 6 mars 1980, il se suicide à Kiev à l'âge de 48 ans.

## Biographie
Hryhir Mykhaïlovytch Tioutiounnyk est né le 5 décembre 1931 dans le village de Chylivka (uk) (aujourd'hui dans le raïon de Zinkiv de l'oblast de Poltava). Ses parents, Mykhaïlo Tioutiounnyk et Hanna Mykhaïlivna (née Syvokine) étaient des paysans qui travaillaient dans un kolkhoze.
Dans la nuit du 29 au 30 novembre 1937, alors que la Grande terreur bat son plein, son père est arrêté. Hryhir, six ans, se remémore avoir couru jusqu'à la périphérie du village derrière le corbeau noir (pl) dans lequel son père était enlevé. « Ennemi du peuple », la seule mention de son existence est frappée d'interdit. De Mykhaïlo Tioutiounnyk, il n'y a plus de photographie ni de tombe, et on n'apprendra qu'en 1958 qu'il avait été réhabilité à titre posthume un an plus tard faute de corps du délit. Devenu adulte, Tioutiounnyk écrira : « J'aimerais avoir… un père vivant… Au moins savoir où est sa tombe… Je la vois quelque part loin, très loin, dans la forêt dense ».
Après que son père ait été emmené en prison, l'enfant est recueilli par son oncle Fylymone Vassylovytch Tioutiounnyk, qui vivait dans le village de Chtchotove, dans l'oblast de Louhansk. Lui et sa femme Natalia Ivanivna Riabovietska éduquent le petit Hryhir. De sa nouvelle famille, il écrira :

« Ils travaillaient tous les deux à l'école. Mon oncle était comptable et ma tante enseignait la langue et la littérature ukrainiennes. Depuis, je me suis souvenu de « Comment il est tombé d'un cheval », « Sur la place » [deux poèmes du recueil La Charrue (uk) de Pavlo Tytchyna]. J'aimais et connaissais les contes de fées de Pouchkine et de nombreux contes folkloriques ukrainiens, dont Kotyhorochko que j'aime toujours par-dessus tout — un conte de fées merveilleux. Je l'ai relu récemment — l'émerveillement ne meurt jamais… »

Les conditions difficiles de cette enfance sont devenues la base de nombreux thèmes et intrigues d'œuvres futures. La formation de sa vision du monde a été influencée par la perte précoce du père, la vie loin de la mère, les pertes causées par la guerre, etc.. 
En 1938, son oncle et sa femme envoient Hryhir à l'école ukrainienne, dont la classe de première année compte sept élèves. Celle-ci est bientôt dissoute et le garçon est transféré dans la classe russe. Dès lors et jusqu'en 1962, comme Tioutiounnyk le notera lui-même, il écrit des lettres (parfois des nouvelles) et parle exclusivement en russe, « sauf en 1942-1949, où je me suis retrouvé au village avec ma mère ».
En 1946, après avoir obtenu son diplôme de cinquième année, il fréquente l'école d'artisanat nº 7 de Zinkiv, où il obtient un diplôme de serrurier. Il travaille ensuite à l'usine Malychev de Kharkiv, mais tombe malade des poumons et retourne à Chylivka. Puisqu'il n'a pas travaillé pendant les trois années requises, il passe 4 mois en prison. Lorsqu'il en sort, il retourne dans le Donbass, où il travaille dans un kolkhoze, reconstruit des mines et travaille comme serrurier.
En 1951, Tioutiounnyk rejoint l'armée et sert dans la marine comme opérateur radio en Extrême-Orient. Après la démobilisation, il est diplômé de l'école du soir et travaille comme tourneur au dépôt de wagons Chtchotov.
De 1957 à 1962, le futur écrivain étudie à la Faculté de philologie de l'université de Kharkiv. C'est là qu'il s'intéresse au travail littéraire et qu'il édite le journal Promine. Dans une lettre à son frère datée du 28 septembre 1957, Hryhir écrit : « L'université est pour moi plus que ce à quoi je m'attendais. Mes idées à son sujet étaient déformées et complètement infondées. Ici on enseigne non seulement à constater et consigner certains faits, mais aussi à les analyser correctement, sans la fièvre excessive et la colère verbale qui me caractérisent. Ici, on vous apprend à séparer le bon grain de l'ivraie et de tout ce qui semblait autrefois digne d'attention… »
En 1958, il épouse Lioudmyla Vassylivna, diplômée de la faculté de philologie, originaire de Verkhnia Manouïlivka (uk) (raïon de Krementchouk). C'est à cet endroit qu'il écrit plus de 20 de ses œuvres, dont les prototypes des héros étaient les habitants de Manouïlivka.
Le 24 janvier 1963, le couple a un fils, Mykhaïlo : « Un Mykhaïlo a été assassiné, peut-être qu'un autre aura la chance de vivre humainement. Je prie seulement le Seigneur Dieu pour cela ». Le 13 mai 1970 naît un second fils, Vassyl.
Coincé, poussé au désespoir et à la dépression, l'écrivain se suicide à Kiev dans la nuit du 5 au 6 mars 1980. Il tenait une note d'adieu à la main : « Torturez quelqu'un d'autre, et ce que j'ai, brûlez-le. » Il est enterré au cimetière Baïkov de Kiev (parcelle nº 33).
En mars 1989, le prix national Taras-Chevtchenko est décerné à Hryhir Tioutiounnyk à titre posthume.

## Œuvre
En 1961, Hryhir Tioutiounnyk écrit en russe sa première nouvelle, Au crépuscule, signée H. Tioutiounnyk-Tachansky. Ce pseudonyme vient du nom de la rivière Tachane (uk) qui traverse son village natal. Après la mort de son frère aîné Hryhoriy (uk), il traduit son Crépuscule en langue ukrainienne et, dès lors, n'écrit plus que dans celle-ci :

« J'ai lu le dictionnaire (uk) de Hrintchenko et j'ai presque dansé de joie — ce travail brillant m'a beaucoup révélé. J'ai immédiatement traduit mon Crépuscule dans ma langue natale et maintenant je ne me sépare plus d'elle, Dieu merci, et je ne m'en séparerai pas jusqu'à la mort. »

L'écrivain a laissé environ 40 nouvelles, 5 histoires (dont une inachevée) et un certain nombre d'essais, d'articles et de mémoires. Son héritage littéraire peut être contenu dans un seul volume de 600 pages, mais cela a suffi pour le hisser dans le canon de la littérature ukrainienne du XXe siècle.
La prose de Tioutiounnyk est fortement sociale. La langue de ses œuvres est laconique, extrêmement expressive, pleine d'aphorismes folkloriques. L'écrivain se caractérise par le lyrisme, l'émotivité et la sensibilité sentimentale. Les personnages perçoivent tout ce qui se passe, d'abord avec le cœur puis avec l'esprit.
Les œuvres de Tioutiounnyk ont été traduites en anglais, biélorusse, bulgare, arménien, estonien, lituanien, moldave, allemand, polonais, russe, slovaque et en de nombreuses autres langues.